# Миза Сагаді

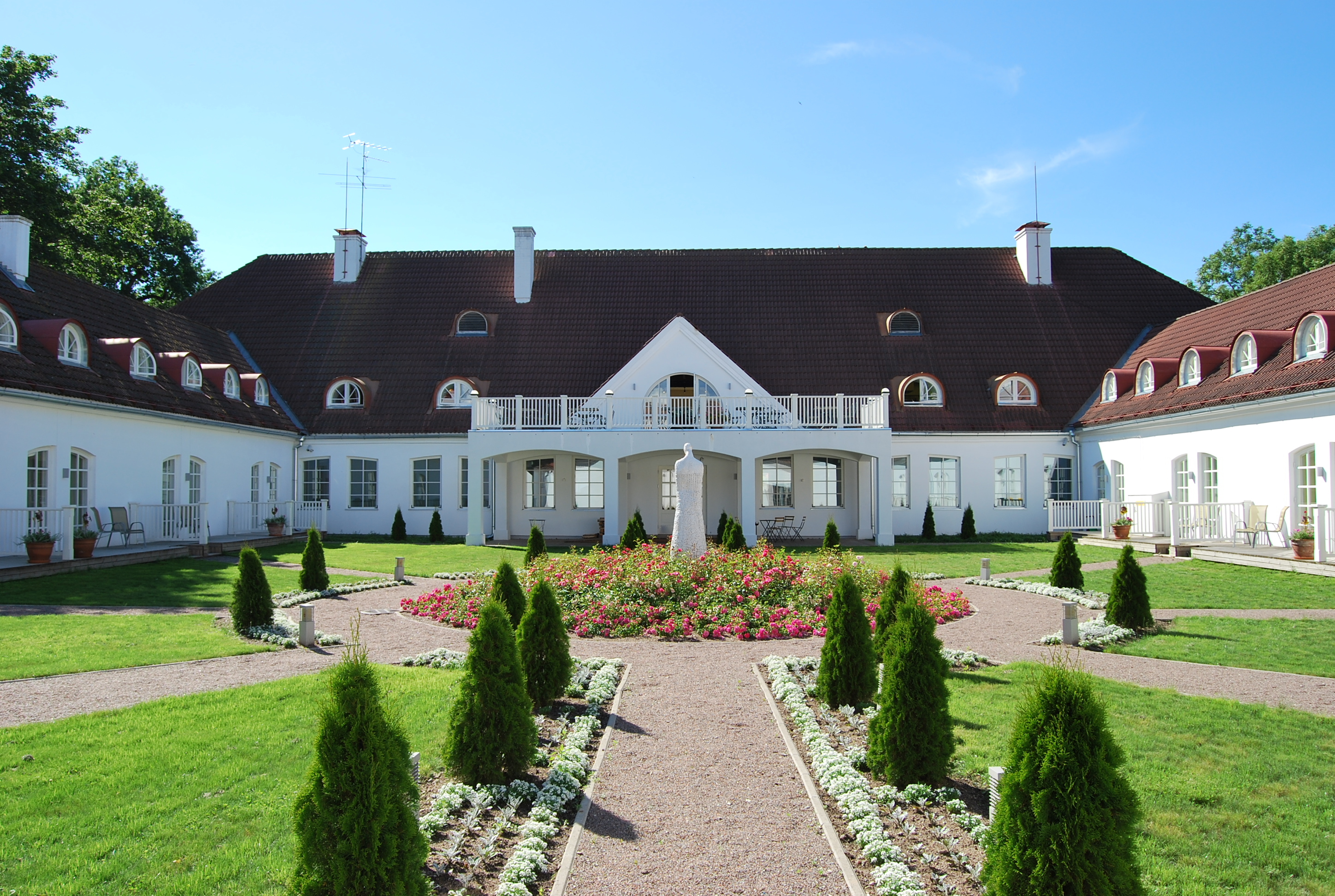

Миза Сагаді (ест. Sagadi mõis, нім. Saggad) вперше згадується як володіння фон Рисбетерів в 1469 р. В 1684 р. миза перейшла у власність дворянського роду фон Фоків. Приблизно в 1750 р. тодішній ватажок лицарства Ернст фон Фок наказав побудувати одноповерховий будинок в стилі рококо, який був зведений за проектом талліннського майстра Іогана Ніколая (Ніколауса) Фогеля.
У 1793-95 рр. Гідеон Ернст фон Бок подовжив будинок, надавши йому пізньобарокового вигляду. До цього ж періоду відносяться підручні будівлі, які оточують майданчик перед панським будинком, — надбрамна вежа в стилі бароко навпроти будинку та розташовані один проти одного клуня і стайня-каретня з чотирма міцними прольотами. Своєї остаточної форми набув ставок, що також за панським будинком. Наприкінці XIX ст. інтер'єри будинку були прикрашені розписом, а з заднього боку було прибудовано балкон.
До 1974 р. в будинку мизи, експропрійованої в 1919 р. у Ернста фон Фока, містилася школа. Великомасштабні реставраційні роботи, що розпочалися в 1977 р., були здебільшого завершені до кінця 80-х років. В мизі, яка належить Центру управління державного лісу, знаходиться музей лісу, готель, ресторан і навчальний центр.

## Ілюстрації

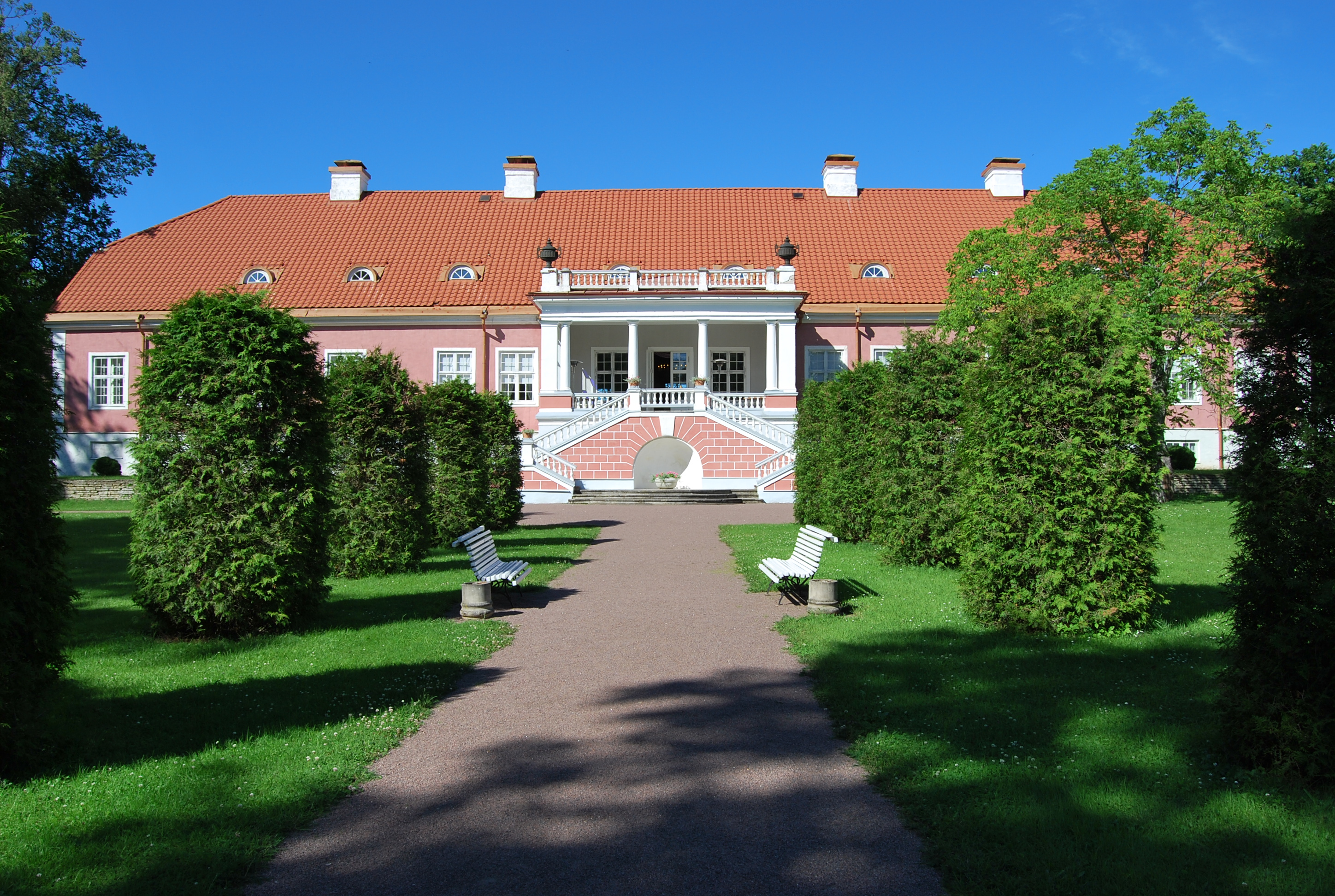
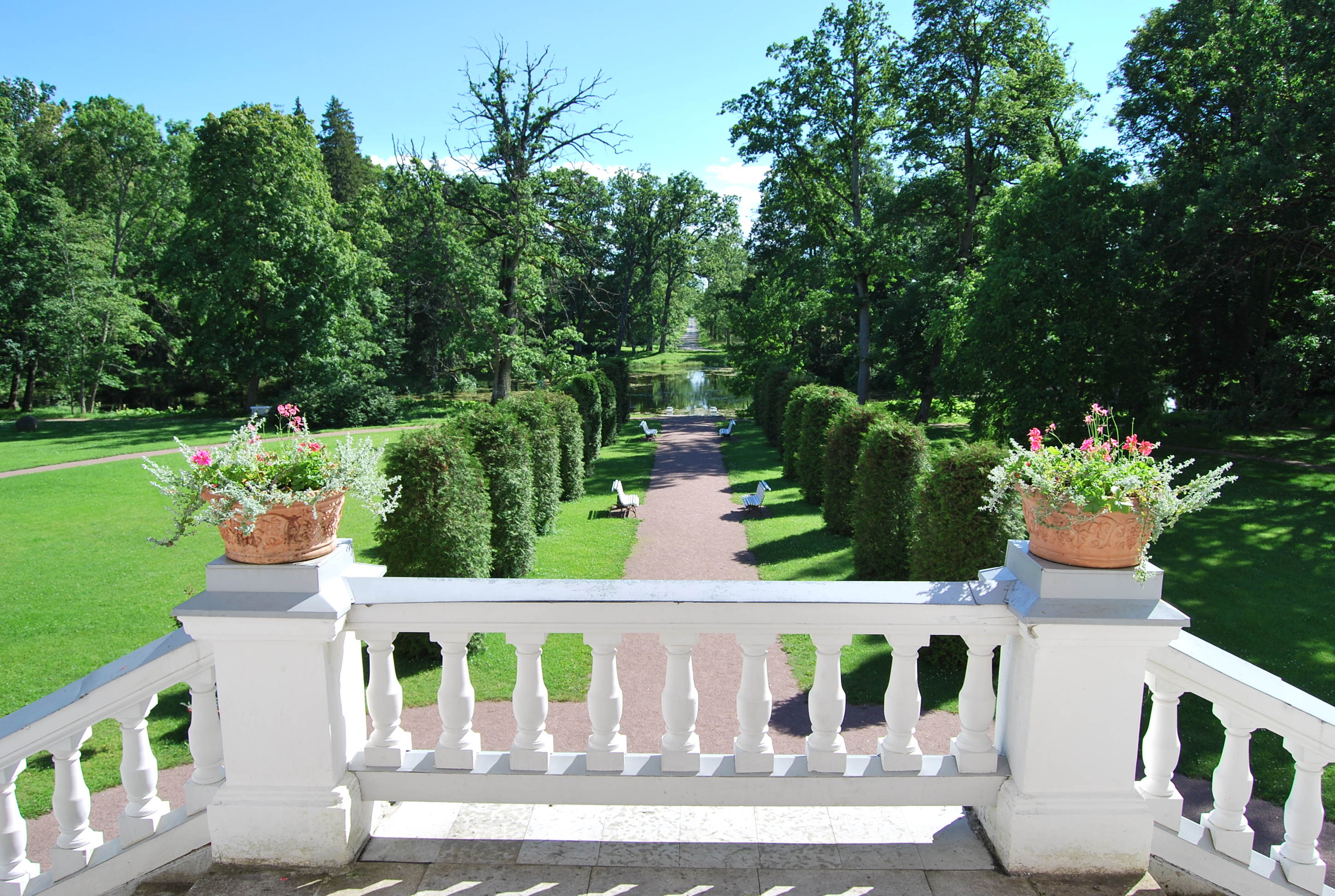
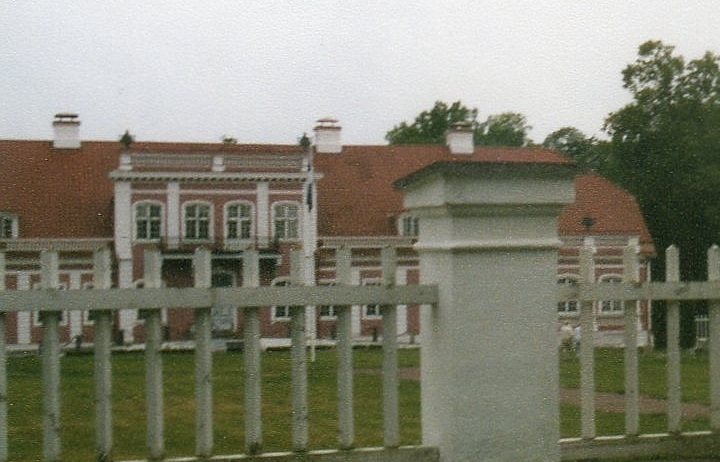
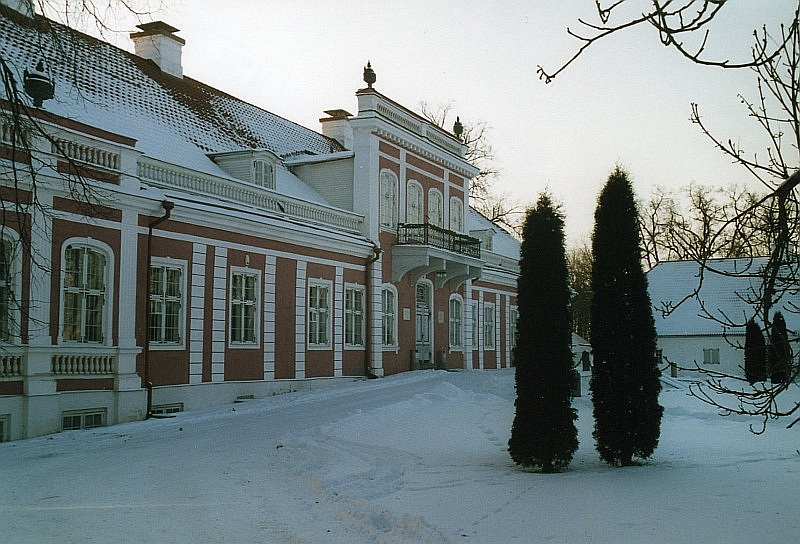
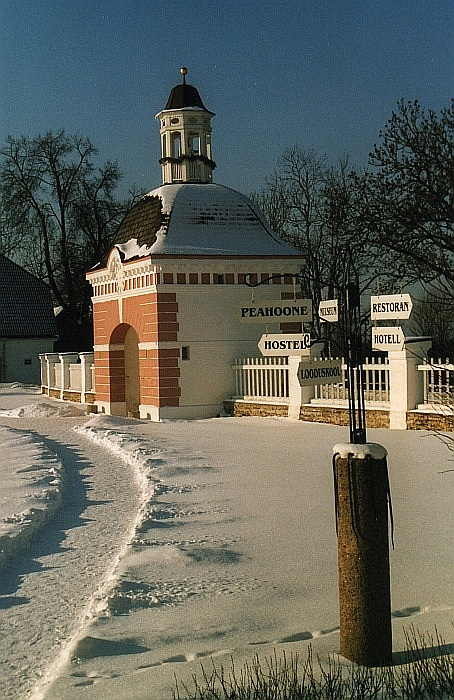
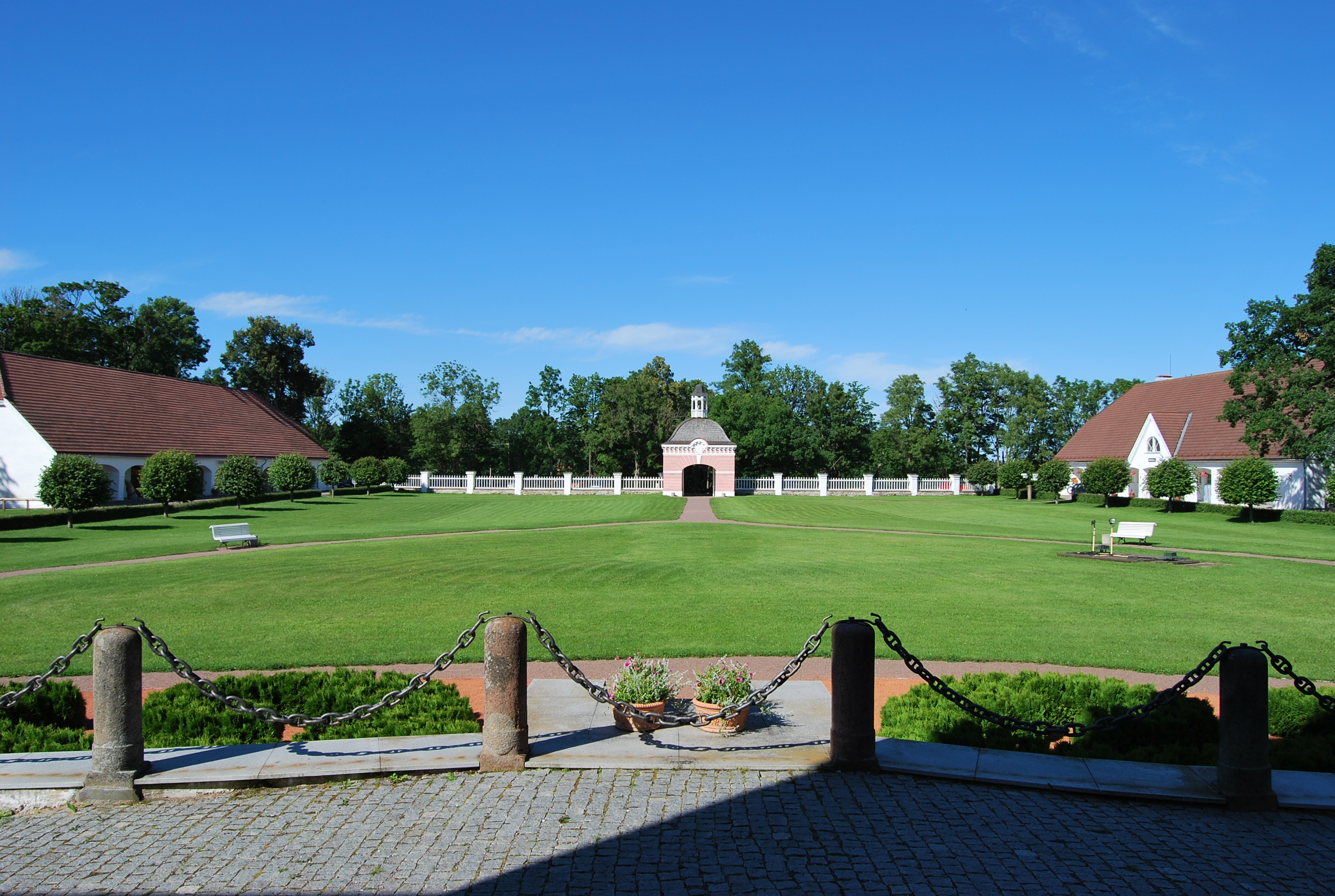